# Челбахеб
Челбахеб (также Скалистые острова) — группа коралловых островов в Палау, содержащая, по разным данным, от 250 до 445 островов общей площадью 47 км²; максимальная высота — 207 м над уровнем моря. Часть островов входит в состав заповедника Нгерукуид. В 2012 году вместе с Южной Лагуной Скалистых островов (Палау) были внесены в список объектов Всемирного наследия ЮНЕСКО.
Острова практически целиком состоят из известняков. Растительный мир представлен лианами и кустарниками, мангровыми и папоротниковыми зарослями, животный — насекомыми и ящерицами. В настоящее время являются фактически незаселёнными (на 2014 год население острова составляло всего 6 человек), хотя в середине II тысячелетия до н. э. на них обитали микронезийцы, развалины деревень которых сохранились до нашего времени.